# Châlon (Andelot)
Der Châlon ist ein kleiner Fluss in Frankreich, der im Département Allier in der Region Auvergne-Rhône-Alpes verläuft. Er entspringt im Gemeindegebiet von Biozat, entwässert generell in nördlicher Richtung durch die Landschaft Limagne bourbonnaise und mündet nach rund 15 Kilometern an der Gemeindegrenze von Saint-Pont und Escurolles als rechter Nebenfluss in den Andelot. In seinem Mittellauf quert der Châlon die Autobahn A 719.

## Orte am Fluss
(Reihenfolge in Fließrichtung)
- Bois de la Chèvre, Gemeinde Biozat
- Cognat-Lyonne
- Saint-Pont